# Justine de Nicomédie
 (mars 2012).
Si vous disposez d'ouvrages ou d'articles de référence ou si vous connaissez des sites web de qualité traitant du thème abordé ici, merci de compléter l'article en donnant les références utiles à sa vérifiabilité et en les liant à la section « Notes et références ».
Pour les articles homonymes, voir Justine et Sainte Justine.
Justine de Nicomédie était une chrétienne du IIIe siècle, alors que l'Empire romain persécutait les fidèles de cette religion. Elle fut martyrisée pour la foi en 304 à Nicomédie (Asie Mineure).
Aujourd'hui, elle est reconnue comme martyre et sainte par l'Église catholique romaine.